# Όrοs Chοlοmontas
Όrοs Chοlοmontas este o arie protejată (arie specială de conservare — SAC, sit de importanță comunitară — SCI) din Grecia întinsă pe o suprafață de 15.651,14 ha, integral pe uscat.

## Localizare
Centrul sitului Όrοs Chοlοmontas este situat la coordonatele 40°26′37″N 23°31′24″E / 40.443618°N 23.523267°E.

## Înființare
Situl Όrοs Chοlοmontas a fost declarat sit de importanță comunitară în august 1996 pentru a proteja 1 specie de plante și 10 specii de animale. Situl a fost protejat și ca arie specială de conservare în martie 2011.

## Biodiversitate
Situată în ecoregiunea mediteraneană, aria protejată conține 6 habitate naturale: Matorral arborescenți cu Juniperus spp., Păduri panonice-balcanice de stejar turcesc - stejar sesil, Păduri de Castanea sativa, Păduri de Quercus frainetto, Păduri de Platanus orientalis și Liquidambar orientalis (Platanion orientalis), Păduri de Quercus ilex și Quercus rotundifolia.
La baza desemnării sitului se află mai multe specii protejate:
- plante (1): Centaurea immanuelis-loewii
- amfibieni (2): izvoraș-cu-burta-galbenă (Bombina variegata), Triturus karelinii
- mamifere (1): vidră de râu (Lutra lutra)
- nevertebrate (2): rădașcă (Lucanus cervus), Morimus asper funereus
- pești (1): Barbus strumicae
- reptile (4): șarpele cu patru dungi (Elaphe quatuorlineata), Testudo graeca, țestoasă bănățeană (Testudo hermanni), elaphe situla (Zamenis situla)

Pe lângă speciile protejate, pe teritoriul sitului au mai fost identificate 21 de specii de plante, 6 specii de amfibieni, 6 specii de mamifere, 6 specii de reptile.